# アルヴァ・ベッシー
アルヴァ・セシル・ベッシー（Alvah Cecil Bessie, 1904年6月4日 - 1985年7月21日）は、アメリカ合衆国の脚本家、小説家、ジャーナリストである。赤狩り時代に映画スタジオのブラックリストに載せられた最初の10人である「ハリウッド・テン」の1人として知られる。

## 生い立ち
ユダヤ系の家庭で生まれる。父親は発明家、実業家とし成功しており、一家はニューヨーク市ハーレムで裕福な暮らしを送っていた。1920年にコロンビア大学に入学し、1924年に英語のB.A.を得て卒業した。1922年、ベッシー家が財政的に困窮すると彼は家庭のしがらみから解放され、演劇の世界に入る。ベッシーは友人からプロヴィンスタウン・プレイヤーズに紹介され、劇作家のユージン・オニールに師事する。ベッシーは劇団で俳優を務め、ニューヨーク演劇界で4年間活動した。1928年、俳優としての才能に限界を感じたベッシーはフランスへと移り、作家を目指し始める。

## キャリア
ベッシーは当初はピエール・ルイスの『ビリティスの歌』やオクターヴ・ミルボーの『The Torture Garden』といったアバンギャルドなフランス文学の翻訳で知られていた。
1930年代になるとベッシーはファシズムの台頭に憤り、反ファシズム運動を開始する。1938年までベッシーはスペイン内戦で国際旅団のエイブラハム・リンカーン大隊の一員として戦った。帰国後、ベッシーは自身の体験に基づいた本『Men in Battle』を執筆し、アーネスト・ヘミングウェイから賞賛された。
ベッシーはその後アメリカ共産党に入り、左翼系雑誌『The New Masses』で映画批評家として働いた。1940年代半ばからはワーナー・ブラザースなどで映画の脚本を執筆した。『決死のビルマ戦線』（1945年）ではアカデミー原案賞にノミネートされた。
1947年、ベッシーは下院非米活動委員会（HUAC）に召喚されたことでハリウッドでのキャリアが終わった。彼は共産党との関与を証言することを否定、証言拒否したために議会侮辱罪で1950年に投獄され、また映画スタジオからもブラックリストに載せられた。出所後、彼はサンフランシスコのナイトクラブで照明係として働き始めた。また1950年代中に共産党を離れた。
赤狩りの時代が終わった後もハリウッド映画に復帰することはなかったが、彼の小説『Bread and a Stone』が1986年に『Hard Traveling』として長編映画化されている。
1985年にカリフォルニア州テラ・リンダで心筋梗塞で亡くなった。81歳だった。

## フィルモグラフィ
- 北部への追撃 Northern Pursuit (1943) 脚本
- The Very Thought of You (1944) 脚本
- 決死のビルマ戦線 Objective, Burma! (1945) 原案
- 戦慄のベルリン地下組織 Hotel Berlin (1945) 脚本
- 野望の果て Ruthless (1948) 脚本（クレジット無し）
- Smart Woman (1948) 脚本
- 六人の脱獄囚 Passage West (1951) 原案（「ネドリック・ヤング」名義）
- España otra vez (1968) 脚本、スペイン映画
- セックス・シンボル The Sex Symbol (1974) 原作、テレビ映画
- Hard Traveling (1986) 原作

## ビブリオグラフィ

### フィクション
- Dwell In The Wilderness (1935)
- Bread And Stone (1941)
- The Un-Americans : A Novel(1957)
- The Symbol: A Novel (1966)
- One For My Baby: A Novel (1980)
- Alvah Bessie's Short fictions (1982)

### ノンフィクション
- Men In Battle; A Story Of Americans In Spain, (1939)
- Soviet People at War (1942)
- This Is Your Enemy; A Documentary Record Of the Nazi Atrocities Against Citizens And Soldiers Of Our Soviet ally (1942)
- The Heart Of Spain: anthology of fiction, non-fiction, and poetry (1952)
- Inquisition in Eden (1965)
- Spain Again (1975)
- Our fight : writings by veterans of the Abraham Lincoln Brigade, Spain, 1936-1939 (1987)
- Alvah Bessie's Spanish Civil War notebooks (2001)

## 関連作品
- 『赤狩り THE RED RAT IN HOLLYWOOD』